# Acacia hayesii
Acacia hayesii är en ärtväxtart som beskrevs av George Bentham. Acacia hayesii ingår i släktet akacior, och familjen ärtväxter. Inga underarter finns listade i Catalogue of Life.